# Ana Botín
Ana Patricia Botín-Sanz de Sautuola O'Shea, DBE (sinh ngày 4 tháng 10 năm 1960 là một chủ ngân hàng người Tây Ban Nha và đồng thời cũng là người giữ chức vụ cho vị trí CEO của Tập đoàn Santander từ năm 2014. Bà là thế hệ thứ tư của gia đình Botín nắm giữ chức vụ này. Trước đó, bà là giám đốc điều hành của Santander UK -  một vai trò mà bà đảm nhận từ tháng 12 năm 2010 cho đến khi nhậm chức chủ tịch.
Vào tháng 2 năm 2013, bà được bình chọn là người phụ nữ quyền lực thứ ba ở Anh quốc bởi Woman's Hour trên kênh BBC Radio 4. Năm 2018, 2019 và 2020, tạp chí Forbes xếp hạng bà là người phụ nữ quyền lực thứ tám trên thế giới  

## Thời trẻ
Botín là con gái của chủ ngân hàng Tây Ban Nha Emilio Botín, người từng là chủ tịch điều hành của Grupo Santander và Paloma O'Shea của Tây Ban Nha. Bà học trung học tại trường St Mary's School, Ascot và học chuyên ngành kinh tế học tại trường đại học Bryn Mawr. 

## Sự nghiệp
Botín làm việc chp JP Morgan tại Hoa Kỳ từ năm 1980 đến năm 1988. Năm 1988, bà quay trở về Tây Ban Nha và bắt đầu làm việc cho Tập đoàn Santander. Trong thời gian đó, bà đã tham gia vào việc mua lại 51% cổ phần của ngân hàng năm 1997 đối với Banco Osorno y La Union -  ngân hàng lớn nhất ở Chile, có trị giá lên đến 495 triệu đô la. Năm 2002, bà trở thành chủ tịch điều hành của ngân hàng Banesto (Tây Ban Nha). Vào tháng 11 năm 2010, Botín kế nhiệm António Horta Osório  để trở thành CEO của ngân hàng Santander UK.
Năm 2013, Botín được đề cử làm giám đốc của Công ty Coca-Cola.
Tháng 9 năm 2014, Botín được bổ nhiệm làm chủ tịch của Tập đoàn Santander. Kể từ khi phụ trách, bà đã thu hút nhiều thành viên hội đồng quản trị quốc tế, nắm bắt dòng chảy công nghệ và củng cố vững chắc cho đội ngũ quản lý của Hoa Kỳ và Châu Mỹ Latinh.

## Các hoạt động khác
Vào năm 2015, Thủ tướng Anh David Cameron đã bổ nhiệm Botín vào vị trí thành viên trong ban cố vấn kinh doanh. Vào năm 2020, Giám đốc điều hành Quỹ Tiền tệ Quốc tế Kristalina Georgieva chỉ định bà vào một nhóm cố vấn bên ngoài để cung cấp thông tin đầu vào về các thách thức chính sách. Đầu năm 2021, bà được tổ chức G20 bổ nhiệm vào Ủy ban Độc lập Cấp cao (HLIP) về việc tài trợ cho cộng đồng toàn cầu để chuẩn bị ứng phó với đại dịch COVID-19, do Ngozi Okonjo-Iweala, Tharman Shanmugaratnam và Lawrence Summers đồng chủ trì.
Các vị trí khác bao gồm:
- Quỹ Thị trưởng Luân Đôn, Thành viên Hội đồng Quản trị (từ năm 2012) [16]
- Tập đoàn Bilderberg, Thành viên Ban chỉ đạo [17]
- Viện nghiên cứu Chiến lược và Quốc tế Hoàng gia Elcano, Thành viên Hội đồng Quản trị [18]
- Fundación Albéniz, Thành viên Hội đồng Quản trị [19]
- Fundación Conocimiento y Desarrollo (Fundación CYD), Người sáng lập và cũng là Chủ tịch [20]
- Fundación Mujeres por África, Thành viên Hội đồng Quản trị [21]
- Bảo tàng Quốc gia và Trung tâm Nghiên cứu Altamira, Thành viên Ban Quản trị [22]

## Sự công nhận
Được bầu chọn lần đầu vào năm 2005, Botín được Forbes xếp hạng là người phụ nữ quyền lực thứ tám trên thế giới vào các năm 2018, 2019 và 2020.
- 2015 -  Tư lệnh của Đế chế Anh đối với các dịch vụ cho lĩnh vực tài chính  Anh quốc [25]
- 2015 - Giải thưởng FIRST cho Chủ nghĩa tư bản có trách nhiệm [26][27]

## Đời tư
Năm 1983, Botín kết hôn với Guillermo Morenés y Mariátegui, con trai Hầu tước thứ 9 của Borghetto - một chủ đất giàu có. Họ có ba người con là Felipe Morenés Botín, Javier Morenés Botín và Pablo Morenés Botín.
Gia đình sở hữu một khu bất động sản lớn ở Ciudad Real, phía nam của thủ đô Madrid. Năm 2010, chồng bà Botín đã mua một ngôi nhà có sáu phòng ngủ tại Belgravia, London. Họ cũng sở hữu một ngôi nhà riêng ở khu nghỉ mát trượt tuyết Gstaad của Thụy Sĩ.

## Liên kết  ngoài
- Hồ sơ của Ana Patricia Botin - Santander.com (bằng tiếng Tây Ban Nha)
- Ana Patricia Botín - Twitter